# Templo de Nuestra Señora de Guadalupe (Altar)
El templo o parroquia de Nuestra Señora de Guadalupe es el mayor edificio católico de la villa de Altar, ubicado en el norte de Sonora, México. Fue construido en el siglo XX con un estilo colonial en su fachada. El templo está inscrito como un conjunto arquitectónico histórico por el Instituto Nacional de Antropología e Historia (INAH).
En la villa, después de su fundación como presidio militar en 1755, se construyó un pequeño salón religioso al que nombraron Santa Gertrudis, que posteriormente cambió a Nuestra Señora de Guadalupe, que también fue el nombre del presidio, en ese entonces los militares eran oficiados por misioneros jesuitas y franciscanos, después de muchos años de uso, se reubicó el resinto al lugar actual, quedando finalizada su construcción a mediados del siglo XX.